# بایان‌دالای
شهرستان بایان‌دالای (به زبان مغولی: Баяндалай сум، [Bajandalaj sum]؛ ᠪᠠᠶ᠋ᠠᠨ ᠳᠠᠯᠠᠢ ᠰᠤᠮᠤ، [bayan dalai sumu]) یک شهرستان (سُوم) در مغولستان است که در استان اومنوغوبی واقع شده‌است. بایان‌دالای ۱۵٬۷۵۱ کیلومتر مربع مساحت دارد.

## تقسیمات اداری
شهرستان بایان‌دالای متشکل از ۳ قصبه (باغ) می‌باشد، شامل:
- بایان (مغولی: Баян баг، [Bajan bag]؛ ᠪᠠᠶ᠋ᠠᠨ ᠪᠠᠭ، [bayan baɣ])
- توخوم (مغولی: Төхөм баг، [Töxöm bag]؛ ᠲᠦᠬᠦᠮ ᠪᠠᠭ، [töküm baɣ])
- ناران (مغولی: Наран баг، [Naran bag]؛ ᠨᠠᠷᠠᠨ ᠪᠠᠭ، [naran baɣ])